# إدمار (لاعب كرة قدم)
إدمار (بالبرتغالية: Edmar Lacerda da Silva‏) هو لاعب كرة قدم برازيلي في مركز الوسط، ولد في 19 أبريل 1982 في ميناس جرايس في البرازيل. لعب مع أتليتيكو كلوب دي برتغال وأيل ليماسول ونادي سبتة.

## وصلات خارجية
- إدمار (لاعب كرة قدم) على موقع قاعدة بيانات كرة القدم.إي يو (الإنجليزية)
- إدمار (لاعب كرة قدم) على موقع Soccerway.com (الإنجليزية)
- إدمار (لاعب كرة قدم) على موقع AS.com (الإسبانية)